# Xã Mississippi, Quận Crittenden, Arkansas
Xã Mississippi (tiếng Anh: Mississippi Township) là một xã thuộc quận Crittenden, tiểu bang Arkansas, Hoa Kỳ. Năm 2010, dân số của xã này là 26.435 người.